# Bart D. Ehrman
Bart Denton Ehrman (Lawrence, 5 de outubro de 1955) é um estudioso da Bíblia estadunidense com foco em crítica textual do Novo Testamento, o Jesus histórico e a origem e desenvolvimento dos primórdios do cristianismo. Ele escreveu e editou 30 livros, incluindo três acadêmicos. Ele também é o autor de seis best sellers do New York Times. Ehrman é atualmente professor de estudos religiosos na Universidade da Carolina do Norte em Chapel Hill.

## Início de vida
Ehrman cresceu em Lawrence, Kansas, e estudou no Lawrence High School, onde participou da equipe vencedora de debates na competição estadual de 1973. Ele começou a estudar a Bíblia, teologia bíblica e linguagens bíblicas no Moody Bible Institute,  ganhando seu diploma três anos depois em 1976. Obteve seu bacharelado no Wheaton College, em Illinois, no ano de 1978. Concluiu seu Ph.D (1985) e M.Div pelo Princeton Theological Seminary, onde estudou o desenvolvimento do cânone do Novo Testamento e apócrifos do Novo Testamento sob a supervisão de Bruce Metzger. Tanto o bacharelado quanto o doutorado foram conferidos com a distinção magna cum laude.

## Carreira
Em Misquoting Jesus, Ehrman conta como ele era um nascido de novo, cristão fundamentalista quando adolescente. Ehrman revisita sua juventude para mostrar o quanto ele estava certo e entusiasmado que Deus tinha inspirado a Bíblia e a protegido de qualquer erro. Ele tinha anseio em entender os textos originais da Bíblia, o levando a estudar línguas antigas, em especial o grego koiné, e a crítica textual. Durante sua graduação, entretanto, ele se convenceu que existem contradições e discrepâncias nos manuscritos bíblicos que não podem ser reconciliados ou harmonizados:
Eu fiz o meu melhor para manter a minha fé que a Bíblia era a palavra inspirada por Deus sem qualquer erro e isto se manteve por dois anos... Eu percebi na época que temos mais de 5.000 manuscritos do novo Testamento, e nem sequer dois deles são exatamente iguais. Os escribas mudavam seus conteúdos, algumas vezes de maneira significativa, mas várias vezes com mudanças pequenas. E finalmente me ocorreu que se eu realmente pensava que se Deus inspirou esses textos... se Ele se deu ao trabalho de inspirar os textos, por qual razão Ele não se deu ao trabalho de preservar os textos? Por qual razão Ele permitiu que escribas fizessem modificações?
Ele permaneceu como cristão liberal por 15 anos, mas posteriormente ele se tornou agnóstico ateísta após ter dificuldades em conciliar a existência de Deus com o problema do mal.
Ehrman leciona na Universidade da Carolina do Norte em Chapel Hill (UNC) desde 1988, após ter ensinado quatro anos na Universidade Rutgers. Na UNC ele foi tanto o Diretor de Pós-graduação e o Presidente de Estudos Religiosos. Ele ganhou em 2009 o Prêmio de Ensino de J. W. Pope pelo "Espírito de Inquérito", em 1993 o Prêmio de Ensino aos Estudantes Universitários da UNC, em 1994 o Prêmio Philip e Ruth Hettleman pela Conquista Artística e Acadêmica, e finalmente o Prêmio Bowman e Gordan Gray pela Excelência de Ensino. 
Ehrman atualmente é co-editor da série New Testament Tools, Studies, and Documents (Editora Brill), co-editor chefe do journal Vigiliae Christianae e de vários outros editoriais de jornais acadêmicos e monografias. Ehrman é um dos ex-presidentes da Região Sudeste da Society of Biblical Literature, especificamente da presidência de crítica textual do Novo Testamento da Society, além de ex-editor da seção crítica de livros do Journal of Biblical Literature, e editor da série de monografia The New Testament in the Greek Fathers (Scholars Press). 
Erhman fez várias palestras pelos Estados Unidos e participou de vários debates públicos, debatendo com William Lane Craig, Dinesh D'Souza, Mike Licona, Craig A. Evans, Daniel B. Wallace, Richard Swinburne, Peter J. Williams, James Robert White, Darrell Bock, Michael L. Brown e Robert M. Price.
Em 2006, ele fez uma aparição nos programas televisivos The Colbert Report e The Daily Show, com o objetivo de promover seu livro Misquoting Jesus, e em 2009 reapareceu no The Colbert Report graças ao lançamento do livro Jesus, Interrupted. Ehrman também apareceu no History Channel, na National Geographic, no Discovery Channel, A&E, NBC e CNN. Suas obras foram crítica de destaque  na Time, na Newsweek, The New York Times, The New Yorker e The Washington Post.

## Trabalhos
Ehrman escreveu sobre uma variada gama de assuntos sobre o Novo Testamento e o cristianismo primitivo tanto no nível popular quanto no nível acadêmico, muitos deles baseados na crítica textual do Novo Testamento. Seus trinta livros incluem três trabalhos acadêmicos e seis bestsellers do The New York Times: Misquoting Jesus, Jesus, Interrupted, God's Problem, Forged, How Jesus Became God e Triumph of Christianity. Mais de duas milhões de cópias de seus livros foram vendidas, e suas obras foram traduzidas para 27 idiomas.
No livro The Orthodox Corruption of Scripture, Ehrman argumenta que existiu uma conexão próxima entre as relações sociais históricas do cristianismo primitivo e a tradição textual emergente do Novo Testamento. Ele examina como conflitos entre cristãos heréticos e a ortodoxia afetou a criação e continuidade dos documentos. Ehrman é geralmente considerado o pioneiro em ter conectado a história da Igreja primitiva com as variantes textuais dos manuscritos bíblicos e ter cunhado termos como cristianismo proto-ortodoxo.
Em Jesus: Apocalyptic Prophet of the New Millenium, Ehrman concorda com a tese de Albert Schweitzer que Jesus foi um pregador judeu apocalíptico, isto é, que sua mensagem principal era que o fim dos tempos estava próximo, e que Deus iria intervir logo no mundo para vencer o mal e estabelecer seu Reino na Terra, e que Jesus e seus discípulos acreditavam que esse fim dos tempos iria acontecer durante suas vidas.
Em Truth and Fiction in The Da Vinci Code, Ehrman expande uma lista de dez fatos históricos imprecisos no romance de Dan Brown, lista previamente feita por Dan Burstein no livro Secrets of the Code.
Em Misquoting Jesus, Ehrman introduz a crítica textual para o público leigo. Ele destaca o desenvolvimento do Novo Testamento e os processos e causas dos erros dos manuscritos do Novo Testamento.
Em Jesus, Interrupted, ele aponta o progresso que os acadêmicos tem feito em entender a Bíblia nos últimos duzentos anos e o resultado desses estudos, resultados que comumente não são conhecidos pela população em geral. Ao fazer isso, ele mostra a diversidade de interpretações achadas no Novo Testamento, a existência de livros fraudados no Novo Testamento os quais foram escritos falsamente em nome dos apóstolos por escritores cristãos que viveram décadas depois, e sua visão que diversas questões da teologia cristã como o sofrimento do Messias, a divindade de Jesus e a Trindade são invenções posteriores. Embora Ehrman tenha mudado de opinião em diversos tópicos, em destaque sobre a divindade de Jesus nos Evangelhos Sinópticos.
Em Forged, Ehrman se posiciona que alguns livros do Novo Testamento são fraudes literárias e mostra como falsificações eram largamente praticadas pelos primeiros escritores cristãos, e como no mundo antigo isso era condenado como fraudulento e ilícito. O seu livro acadêmico a respeito, Forgery and Counterforgery, é um olhar mais criterioso da prática de fraudes no NT e as primeiras escrituras cristãs. Ele faz uma argumentação da existência de pseudepigrafias em livros do Novo Testamento e nas primeiras literaturas cristãs "forjadas", mostrando a razão do Novo Testamento e dos primeiros manuscritos cristãos serem considerados fraudes, e descreve o disseminado fenômeno da pseudepigrafia no mundo greco-romano.
Em 2012, Ehrman publicou Did Jesus Exist?, que defende a existência do Jesus histórico em contraponto a teoria do mito de Jesus, sendo essa teoria a defesa de que Jesus é puramente uma figura ficcional.
Em 2014, lançou a obra How Jesus Became God, a qual examina o Jesus histórico, que de acordo com Ehrman, tanto não pensou ser Deus ou proclamou ser o filho de Deus, e argumenta como ao longo do tempo Jesus passou de um mero mortal até ser considerado a encarnação do próprio Deus.
Em Jesus Before the Gospels, ele examina a tradição cristã oral primitiva e seu papel nas histórias sobre Jesus encontradas no Novo Testamento.
Em  The Triumph of Christianity: How a Forbidden Religion Swept the World, ele observa como diversas formas do cristianismo as quais floresceram "através dos quatro primeiros séculos cristãos", eventualmente apenas uma forma de cristianismo, o Credo Niceno, tornou-se a dominante sob o governo do Imperador romano Constantino e seus sucessores..
Em Heaven and Hell: A History of the Afterlife, ele examina o desenvolvimento histórico dos conceitos de vida após a morte através das culturas gregas, judaicas e cristãs, e como eventualmente essas ideias se sintetizaram nos modernos conceitos de Céu
 e Inferno que os cristãos acreditam.

## Recepção
Daniel B. Wallace enalteceu Ehrman como "um dos principais norte-americanos em crítica textual" e o aponta como "um dos mais brilhantes e criativos críticos textuais que eu já conheci". Wallace argumenta, entretanto, que em Misquoting Jesus Ehrman exagera em dizer que sua visão é certamente correta. Por exemplo, Wallace aponta que o próprio Ehrman tem consciência que a maioria das variantes textuais são detalhes menores, mas suas obras populares algumas vezes aparentam argumentar que o grande número delas seria um grande problema na busca de encontrar os originais do Novo Testamento.
O livro de Ehrman The New Testament: A Historical Introduction to the Early Christian Writings é amplamente usado nas universidades dos EUA. A obra defende uma interpretação tradicional do Evangelho de Tomé no contexto do segundo século e o gnosticismo, uma visão que tem sido criticada por Elaine Pagels.
Andreas J. Köstenberger, Darrell L. Bock e Josh D. Chatraw disputam a afirmação que Ehrman defende o consenso acadêmico, dizendo: "É apenas defendendo a própria definição de consenso acadêmico e excluindo quem discorda dele que Ehrman consegue insinuar que ele é apoiado pela maioria dos outros estudiosos". Michael R. Licona, entretanto, nota que "seu pensamento é dificilmente original, já que sua posição é amplamente defendida pela academia mainstream cética".
Gary Kamiya sintetizou na revista semanal Salon que "a posição acadêmica de Ehrman não deixou mais calmo os cristãos evangélicos que se enfureceram com Misquoting Jesus. Irritados com o que consideraram como um livro subversivo, eles o atacaram como exagerado, injusto e que carece de tom devocional. Não é surpresa então que três livros foram publicados em resposta a Ehrman". Em 2014, a Zondervan publicou How God Became Jesus: The Real Origins of Belief in Jesus' Divine Nature: A Response to Bart D. Ehrman como um volume que respondia a obra de Ehrman How Jesus Became God. Os autores que contribuíram para o volume incluem Michael F. Bird, Craig A. Evans e Simon Gathercole, com a justificativa que o livro original era "propenso a causar confusão, má-interpretação e pseudo argumentos acadêmicos". Bird escreve: "Para os conservadores cristãos, Ehrman é um tipo de bicho-papão, um Professor Moriarty dos estudos bíblicos, constantemente pressionando um ataque contra a crença tradicional sobre Deus, Jesus e a Bíblia... Para as pessoas seculares, a geração emergente dos sem religião ("nones", aqueles que se declaram sem religião, mesmo que não estejam comprometidos com o ateísmo ou agnosticismo), Ehrman é um 'enviado de Deus' ".
Sendo entrevistado pela CNN, o Reverendo Guy Williams, um pastor metodista em Houston, disse sobre Ehrman: "Sua análise sobre as escrituras são um presente para a igreja por causa de sua habilidade em articular novas questões e desafios. Nos dá a oportunidade de aprimorar as afirmações e dúvidas [da Bíblia]".